# Royal FloraHolland
Royal FloraHolland is met circa 100.000 transacties per dag en een jaaromzet van 5 miljard euro de leidende internationale sierteeltmarktplaats. Al meer dan 100 jaar verbinden zij kwekers en kopers van bloemen en planten. Royal FloraHolland streeft naar een optimale marktprijs tegen zo laag mogelijke kosten, een belangrijk fundament voor de coöperatie. 
Royal FloraHolland bedient circa 3300 leden en 2400 kopers uit binnen- en buitenland. Naast het digitale platform heeft Royal FloraHolland meerdere fysieke hubs waar circa 2700 medewerkers tal van logistieke en vastgoeddiensten verrichten. Deze fysieke hubs bevinden zich in Aalsmeer, Naaldwijk, Rijnsburg en Eelde. Ze bieden diensten die nauw aansluiten bij de veranderende behoeften en processen van kwekers en kopers.
Met een afmeting van 740 bij 700 meter is het veilinggebouw in Aalsmeer naar vloeroppervlak het grootste gebouw van Europa. Tot 2008 was het het grootste gebouw van de wereld (thans vijfde plaats).

## Werkwijze
De organisatie is een coöperatie en is dan ook eigendom van de leden/kwekers. Royal FloraHolland werkt zonder winstoogmerk en brengt vraag en aanbod samen.
De kwekers, gevestigd in binnen- en buitenland, brengen de bloemen en planten naar de veiling. Hier worden de producten opgeslagen in koelcellen tot het moment van veilen is aangebroken. Voor het veilen worden de producten gekeurd door keurmeesters. Deze beoordelen de bloemen en planten op vers- en rijpheid, beschadigingen, ongedierte en dergelijke. Er zijn vier kwaliteiten, van goed naar minder goed, van A1, A2, B1 en ten slotte B2. Elke dag vanaf zes uur start de veiling in de afmijnzaal. In deze zaal zitten de kopers, en komen de bloemen en planten op grote karren langs de veilingklok. Iedere klok heeft een veilmeester die het veilproces begeleidt. De veilmeester opent de bieding met een beginprijs, deze daalt net zo lang tot een van de kopers op de koopknop drukt, of in het verleden mijn riep. De klok geeft de prijs aan waartegen de partij is gekocht. Bij bloemen is dit per steel en bij planten per stuk.
Omdat de logistieke stromen in de grote veilinggebouwen te lang zijn geworden is er steeds meer overgestapt op beeldveilen. Bij beeldveilen komen de producten niet meer voor de klokken, er wordt alleen een productfoto en partijinformatie getoond. Vanwege deze ontwikkelingen stappen handelaren steeds vaker over op KOA (kopen op afstand). Middels een internetverbinding en specifieke software kan er ingekocht worden vanaf kantoor. Vanaf 2 november 2020 zijn de tribunebanken in de afmijnzaal gesloten. Alle inkopers zijn volledig overgeschakeld naar kopen op afstand.
De handelaren kunnen hun bloemen en planten ook bij het BemiddelingsBureau (Directe Verkoop genaamd) inkopen. Grote kopers geven bij het BemiddelingsBureau hun wensen aan, zoals type product, de hoeveelheid, levertermijn en ook de prijs waartegen ze willen kopen. Directe Verkoop zoekt daar een kweker bij die tegen deze condities de waar wil leveren. Ongeveer 50% van de totale omzet van Royal FloraHolland werd in 2015 gerealiseerd via het bemiddelingsbureau en in 2020 is dit toegenomen naar iets meer dan 60%.
Wanneer een handelaar een partij bloemen of planten op de veilingklok of via beeldveilen heeft gekocht, worden deze via intern transport op de locatie binnen de veiling afgeleverd. Hierna worden deze bloemen eventueel verder verwerkt in boeketten voor de export of voor de verhandeling in eigen land. Ongeveer 80% van de geveilde producten gaan naar het buitenland. Veel wordt geëxporteerd naar Duitsland, Engeland, België en Frankrijk.
In 2023 was de productomzet 5,1 miljard euro. Dit bestaat voor ongeveer de helft uit snijbloemen, voor 40% uit kamerplanten en de rest zijn tuinplanten. De inkomsten voor de veiling bedroegen € 455 miljoen. De veiling ontvangt een vergoeding voor het veilproces of voor de bemiddeling tussen koper en verkoper, maar ook voor het verhuur van emballage, bloemenkarren en bedrijfsruimte. Bij het bedrijf werkten 3560 mensen in 2023.
De telers die bloemen leveren maken in mindere mate gebruik van de diensten van Royal FloraHolland. Veel leden zijn zelf actief in marketing en verkoop van bloemen en planten, waardoor het werk afneemt en de inkomsten voor de veiling dalen. Royal FloraHolland is in 2013 een reorganisatie gestart om de kosten te drukken. Hierbij verliezen circa 200 medewerkers hun baan en neemt het aantal managementfuncties met 25% af. De veilklok in Bleiswijk verhuisde per 1 januari 2014 naar de vestiging in Naaldwijk en verder stopt men met het keuren van bloemen en planten. De eenmalige kosten van deze maatregelen bedragen ongeveer 20 miljoen euro. In oktober 2016 volgden extra maatregelen, er gaan nog eens 100 mensen weg die werkzaam zijn op de stafdelingen Commercie en ICT.
In 2020 heeft Flora drie vervoerders van bloemen en planten overgenomen. De transportbedrijven De Winter, Van Marrewijk (Wematrans) en Van Zaal worden ondergebracht in een nieuwe zelfstandige onderneming met de naam Floriway. Floriway levert logistieke diensten voor sierteeltproducten.

## Fusiegeschiedenis
Royal FloraHolland is ontstaan uit een aantal fusies. In 1987 gingen Bloemenveiling Westland en Bloemenveiling Berkel en Omstreken samenwerken in een coöperatie. In 1990 fuseerden beide veilingen volledig en gingen samen verder onder de naam Bloemenveiling Holland. Op 1 januari 2000 fuseerden Bloemenveiling 't Noorden en Bloemenveiling Flora. Bloemenveiling 't Noorden nam toen de naam Bloemenveiling Flora aan. Twee jaar later, in januari 2002, fuseerden Bloemenveiling Flora en Bloemenveiling Holland tot FloraHolland. Weer een half jaar later werd de veiling ZON opgenomen in het geheel. In 2006 werd ook de Coöperatieve Boskoopse Veiling overgenomen. Onder de naam FloraHolland Boskoop BV werden de activiteiten voortgezet.
Op 26 oktober 2006 tekenden de besturen van destijds de twee grootste bloemenveilingen van Nederland, FloraHolland en de Verenigde Bloemenveilingen Aalsmeer (VBA) een intentieverklaring met als doel een fusie tussen beide organisaties. Op 21 augustus 2007 gaf de mededingingsautoriteit groen licht voor deze fusie. Op 19 september 2007 stemden de leden van beide coöperaties voor het samengaan. Per 1 januari 2008 fuseerden de twee coöperaties. De combinatie ging daarna verder onder de naam FloraHolland, gecombineerd met het tulp-logo van de VBA. Aalsmeer werd toen de hoofdvestiging. De combinatie bestaat nu uit drie exportveilingen, drie regioveilingen, een bemiddelingsbureau en een sourcing (import-)afdeling. Samen vormen ze de grootste bloemenveiling organisatie ter wereld, met een omzet van € 4,5 miljard in 2015. In 2016 is de naam FloraHolland aangepast naar Royal FloraHolland.

## Geschiedenis per vestiging

### Aalsmeer

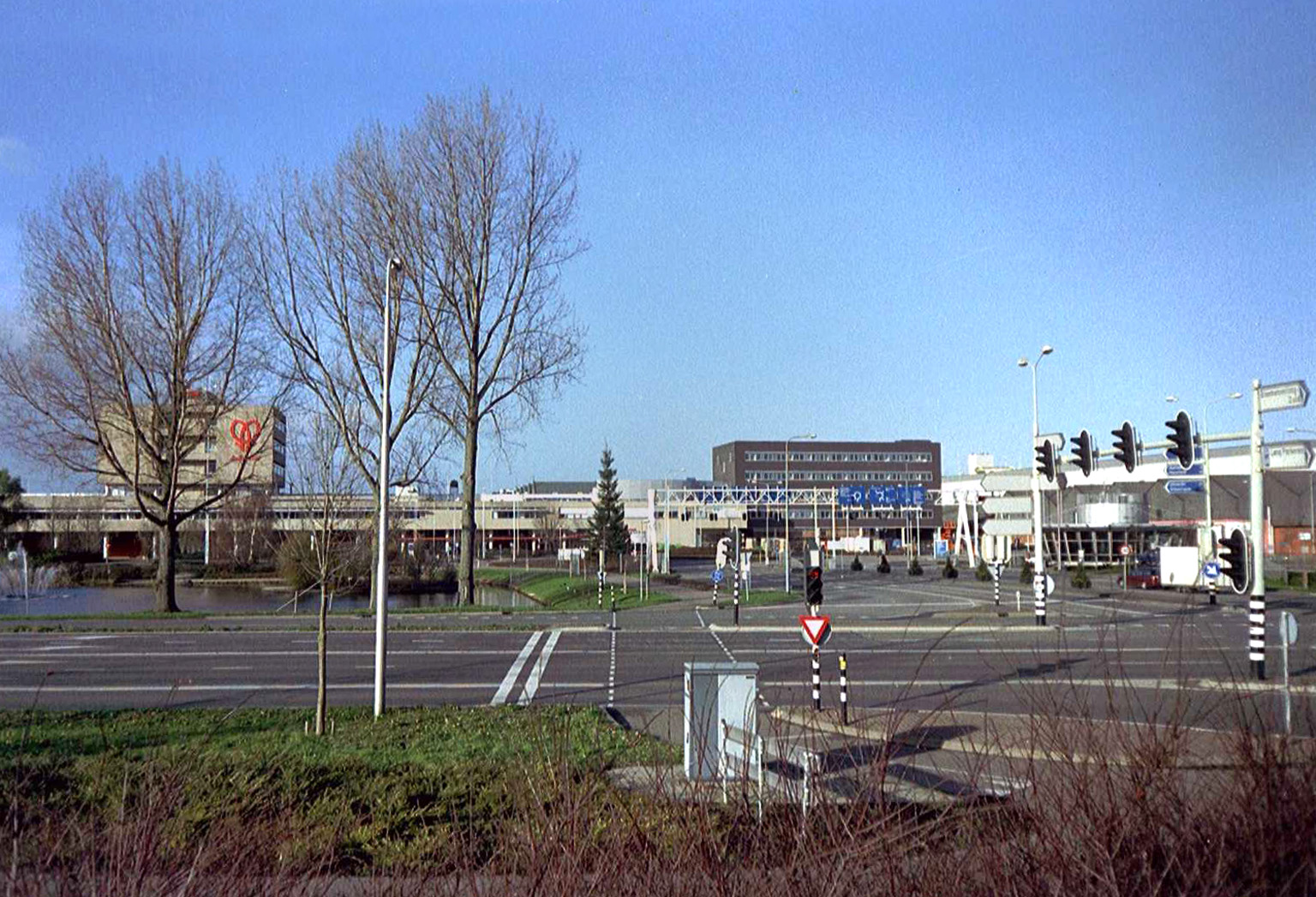
Vestiging Aalsmeer

In reactie op de toegenomen macht van de tussenhandel, bundelen kwekers in Aalsmeer hun krachten. In december 1911 wordt veiling Bloemenlust opgericht; de veiling van de ‘exportbloemen’ vindt plaats in café Welkom. Daarnaast wordt op 5 januari 1912 de Centrale Aalsmeerse Veiling opgericht, waarbij 5 dagen later in café De Drie Kolommen de eerste bloemen onder de klok komen. Beide veilingen zien hun omzet jaarlijks groeien. De Centrale Aalsmeerse Veiling bereikt in 1918 als eerste een jaaromzet van 1 miljoen gulden.
De bloemen- en plantenexport groeit explosief. De sector zit dringend verlegen om een nieuw veilingcomplex met voldoende ruimte om uit te breiden. Tegen deze achtergrond besluiten de veilingen Bloemenlust en de Centrale Aalsmeerse Veiling te fuseren. De fusie is een feit op 6 maart 1968. De organisatie gaat verder als Bloemenveiling Aalsmeer.
In 1972 wordt een nieuw veilingcomplex aan de Legmeerdijk in gebruikgenomen. Het complex heeft een omvang van negen hectare. Verdere uitbreiding volgt. In 1999 nemen Bloemenveiling Aalsmeer en haar klanten de eerste delen van VBA-Zuid in gebruik. Deze locatie bevindt zich aan de andere zijde van de provinciale weg N231. Zeven jaar later, in 2006 worden de eerste plannen bekend voor VBA-Oost. VBA-Oost kent een omvang van 36 hectare. De bouw start naar verwachting in 2009. Het centrale veilinggebouw heeft anno 2007 een oppervlakte van rond de 860.000 m² en is daarmee het grootste overdekte handelsgebouw ter wereld.
Overige belangrijke mijlpalen zijn 1973, als de VBA introduceert dat aanvoerders hun producten voortaan ook kunnen verhandelen via een bemiddelingsbureau en 2006 wanneer internationaal lidmaatschap wordt geïntroduceerd. Als eerste veiling ter wereld stelt Bloemenveiling Aalsmeer het lidmaatschap open voor internationale leden; bedrijven die zijn gevestigd in landen buiten de EU (bedrijven uit EU-lidstaten konden al wel lid worden). In korte tijd melden zich zo’n honderdvijftig internationale leden.

### Naaldwijk

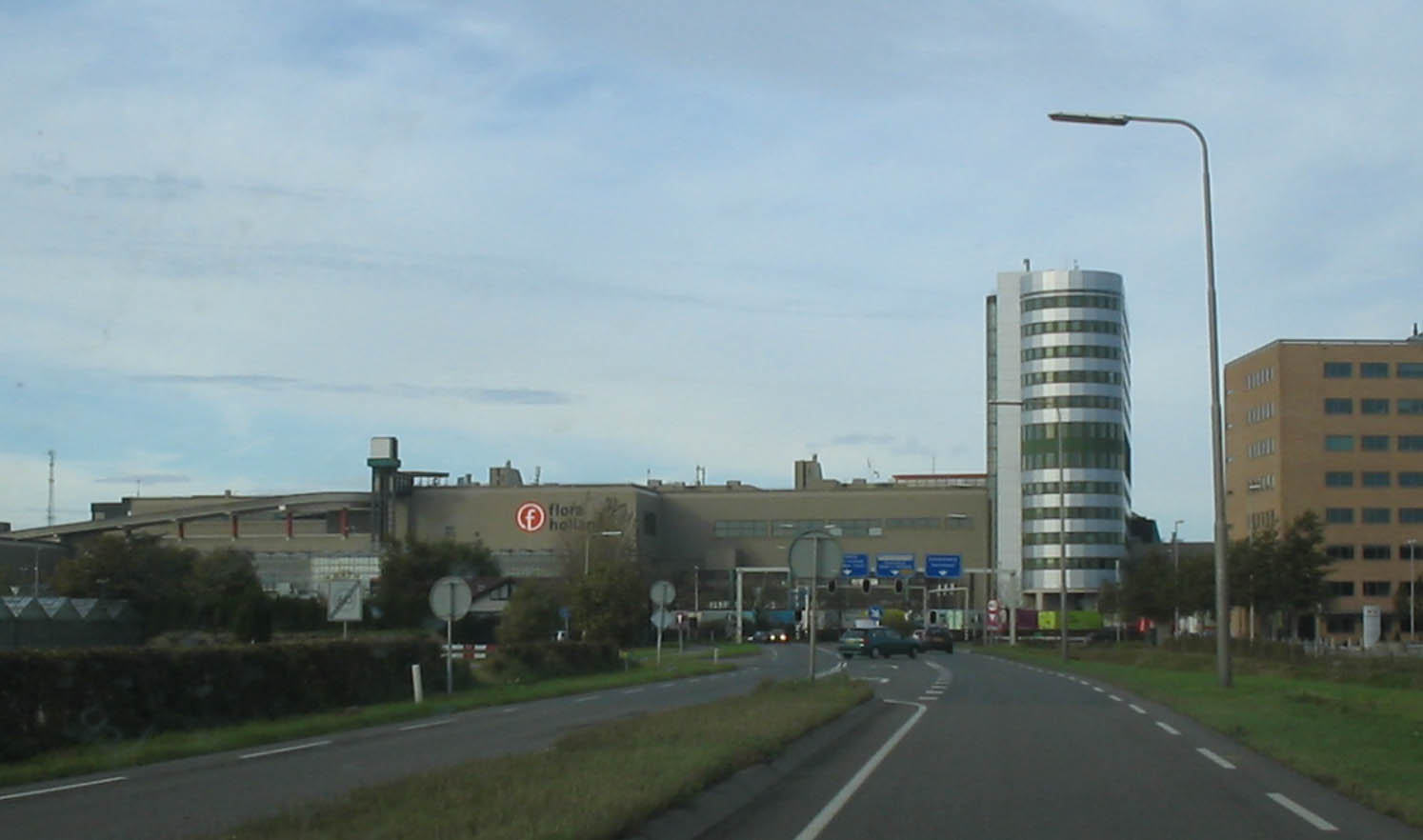
Vestiging Naaldwijk in Honselersdijk

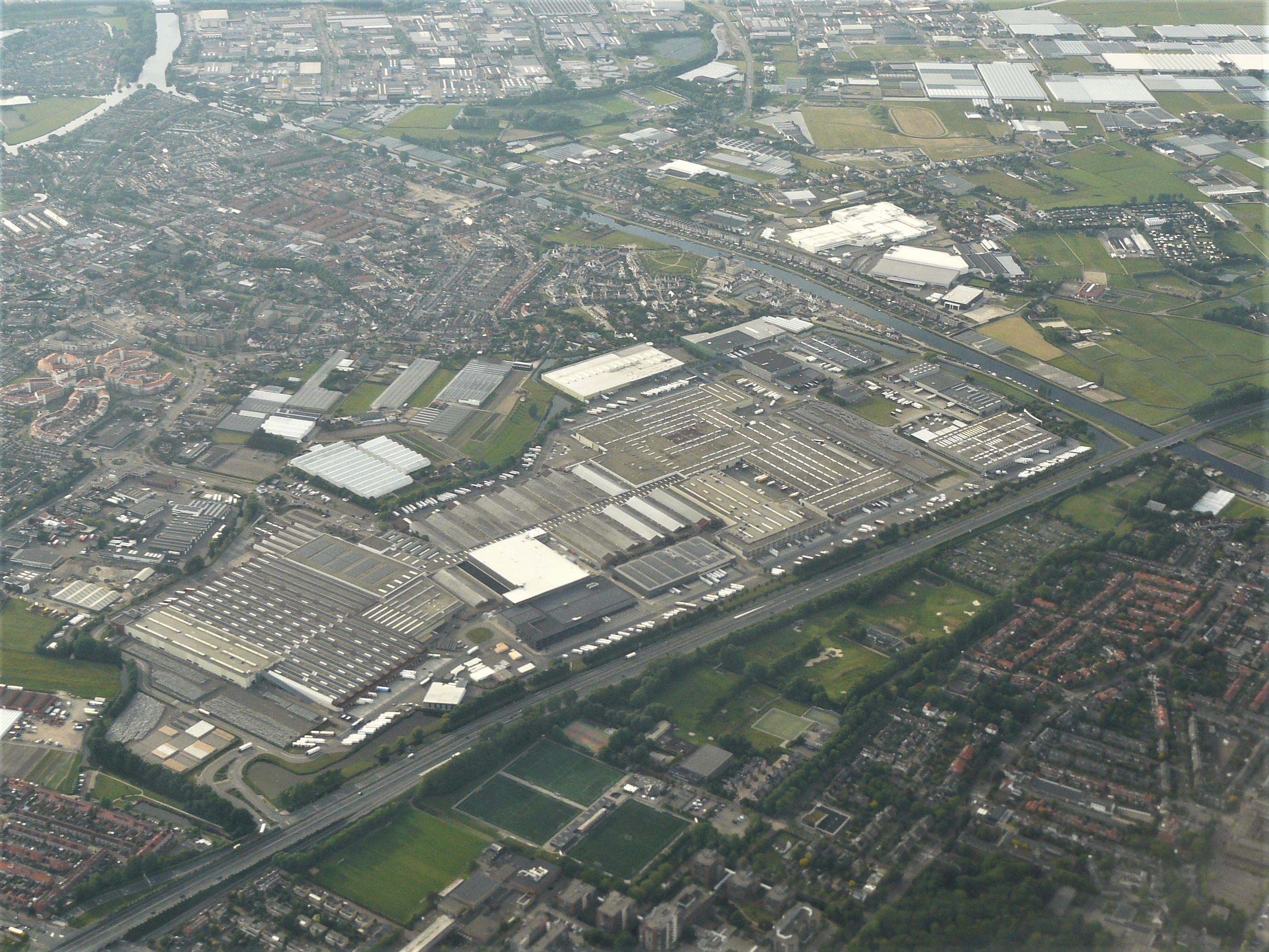
Luchtfoto van de vestiging Rijnsburg (mei 2022)

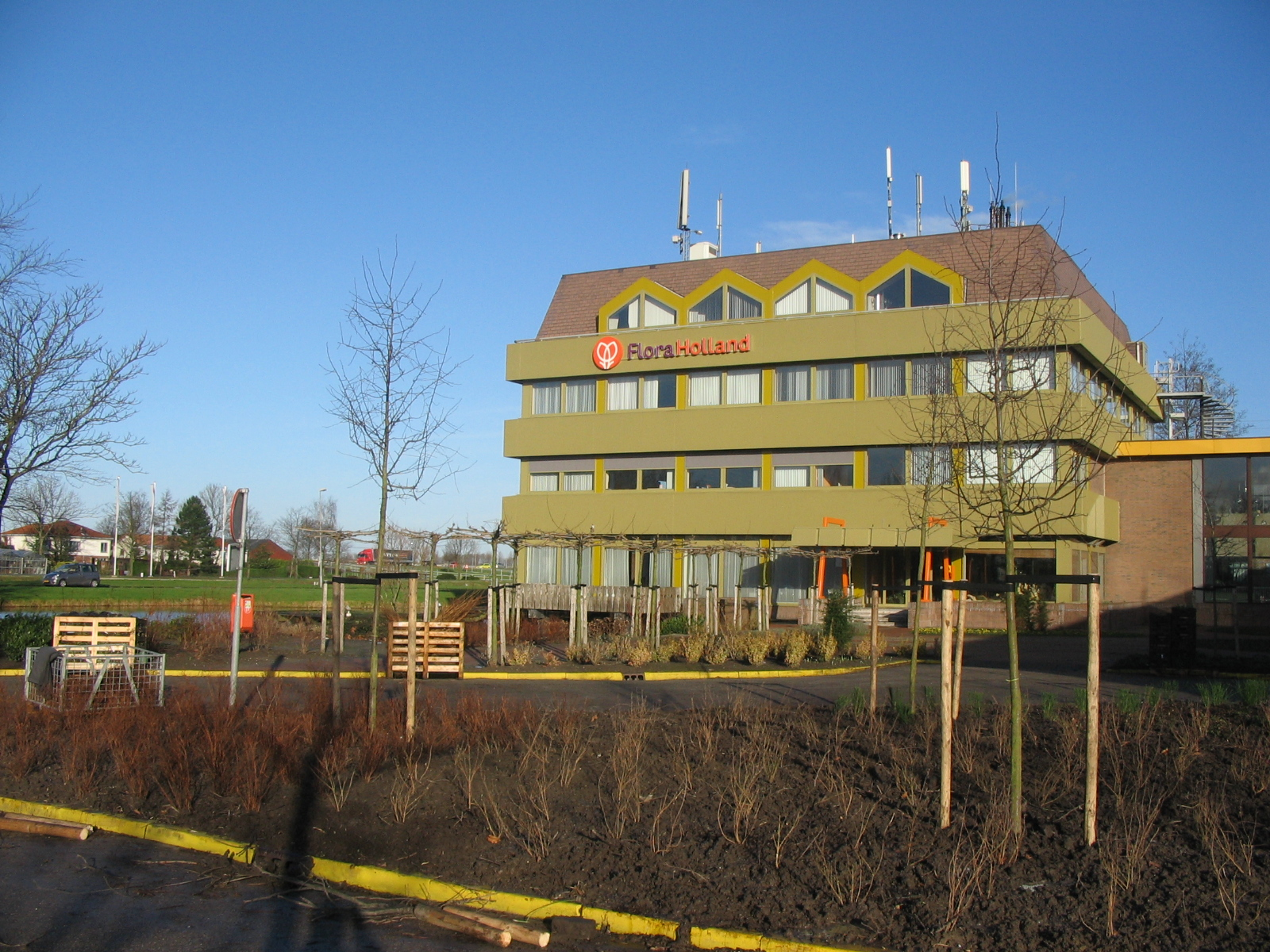
Vestiging Bleiswijk

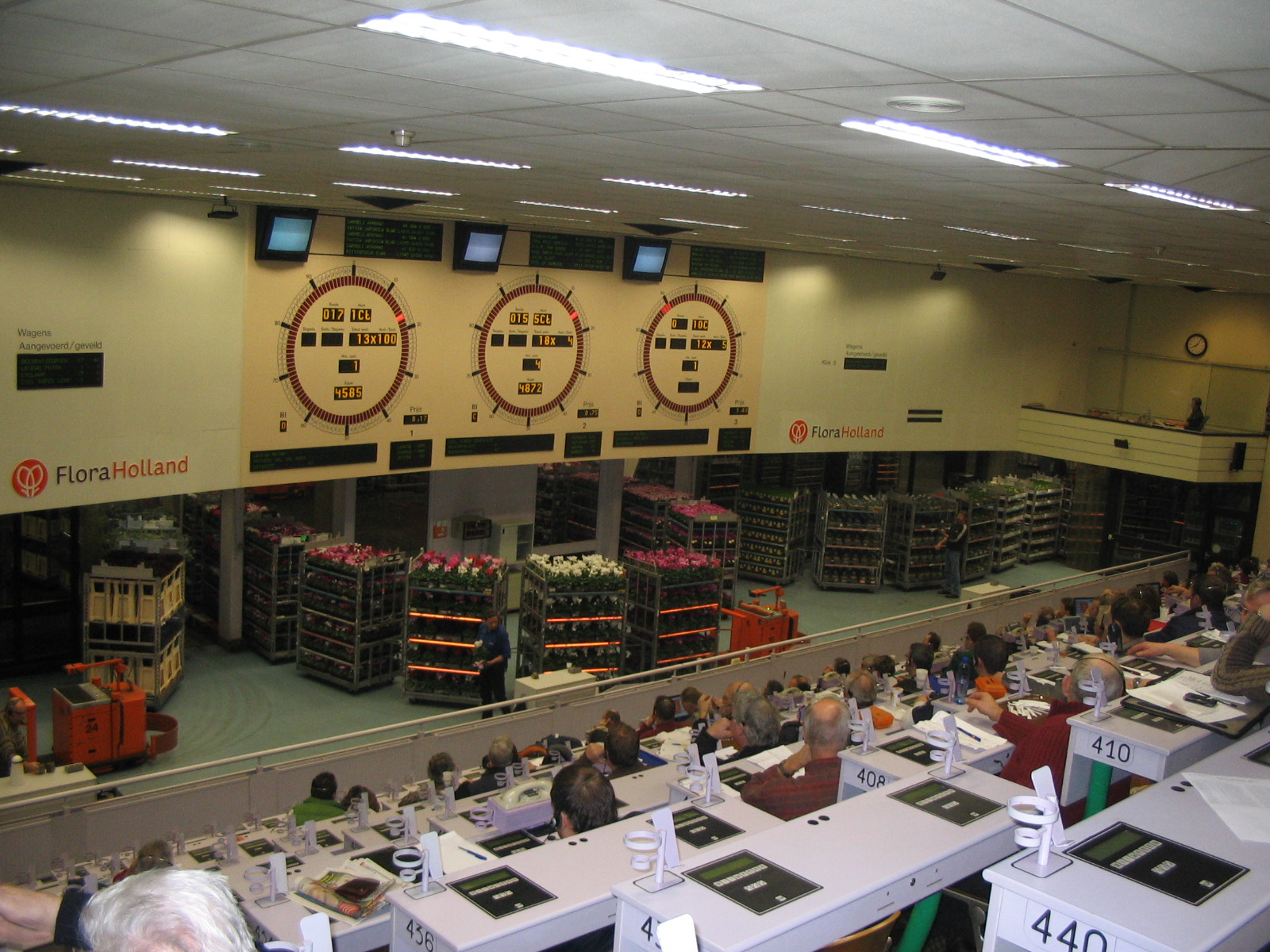
Veilingklokken van Bleiswijk

Op 2 maart 1923 is de Centrale Westlandse Snijbloemenvereniging (C.W.S.) opgericht. De omzet op de eerste veildag was fl. 304,59. De C.W.S. huurde een gebouw in Poeldijk. In 1923 waren er ongeveer 75 kwekers lid van de veiling. Er werd op één klok geveild.
Op 30 maart 1931 is besloten de veilingvereniging om te zetten in een coöperatie. Vanaf dat moment krijgt de veiling de naam Coöperatieve Centrale Westlandsche Snijbloemenvereniging (C.C.W.S.). Besloten werd de veiling te vestigen aan de Dijkweg in Honselersdijk, de plek waar de vestiging Naaldwijk zich nog bevindt.
In 1971 werd voor de eerste keer een kleine hoeveelheid buitenlandse bloemen via de klok verkocht. In 1976 werden de klokken nummer zeven en acht in gebruik genomen voor het veilen van potplanten. Hiermee was een einde gekomen aan het veilen van bloemen en planten op dezelfde klok. In 1983 veranderde de naam C.C.W.S. in Bloemenveiling Westland.
De veiling bevindt zich nog in Honselersdijk, voorheen een kern in de gemeente Naaldwijk, sinds 2004 gemeente Westland. De naam Vestiging Naaldwijk is tot op heden niet veranderd in Vestiging Westland.

### Rijnsburg
In 1914 hebben zeventien kwekers Bloemenveiling Flora in Rijnsburg opgericht. In het begin werd er in het plaatselijke café geveild. Pas in 1917 werd in Rijnsburg een echt veilinggebouw in gebruik genomen. Bolbloemen en vooral tulpen en lelies waren voor Bloemenveiling Flora vanaf de oprichting belangrijke producten. Vanaf ongeveer 1927 werden ook andere bloemen geveild.
In 1980 werd het nieuwe veilingcomplex in gebruik genomen net buiten Katwijk op de gemeentegrens met Oegstgeest. Sinds de fusie wordt in de Rijnsburgse vestiging de meeste omzet behaald uit bolbloemen, ook in vergelijking tot de andere vestigingen.

### Venlo / Herongen (D)
In 1915 werd de Coöperatieve Veiling-Vereeniging (CVV) in Blerick. In die tijd werden er alleen groenten en fruit geveild. Vanaf 1916 kwamen daar eieren bij. Het verkopen van bloemen via de CVV begon in 1962 toen een kweker van Chrysanten zich meldde bij de veiling. Zijn bloemen werden geveild op de groenteklok, want er was nog geen klok voor bloemen. Later gingen veel kwekers in plaats van groenten, bloemen kweken. Zo ontstond een bloemenveiling.
Na een jaar werden al zoveel bloemen geveild op de CVV, dat er in Grubbenvorst een aparte bloemenhal gebouwd werd. Dit is de plek waar vestiging Venlo zich nu nog steeds bevindt. Het nieuwe veilingcomplex werd in 1965 geopend. Op 30 april 1969 werd het gebouw door brand verwoest en moest de verkoop verdergaan in een groentehal. Een paar jaar later werd er weer een eigen bloemenhal gebouwd. Na een aantal fusies ging de veiling CVV in 1991 uiteindelijk samen met de Coöperatieve Venlose Groenteveiling. Ze gingen verder onder de naam Coöperatieve Veiling Zuidoost-Nederland (afgekort: veiling ZON). Op 1 juli 2002 sloot het bloemengedeelte van veiling ZON zich aan bij FloraHolland.
In 2009 werd bekend dat de bloemenveiling in Venlo verplaatst wordt naar Duitsland. Deze locatie is nauw gaan samenwerken met branchegenoot Landgard en het Duitse Herongen is de veilingplaats geworden.

### Eelde
In 1927 werden voor het eerst bloemen geveild in het noorden van het land, in Groningen. De veiling heette toen Bloemenveiling 't Noorden. De veiling is twee keer van plek verhuisd in Groningen, in 1936 en in 1948. In 1978 verhuisde de veiling naar Eelde.

### Bleiswijk (gesloten)
Vanaf 1928 werden in de 'Rotterdamsche Groenteveiling' behalve groenten voor het eerst ook bloemen geveild. Een jaar later werd in Berkel een aparte veiling gebouwd voor het veilen van bloemen en werd de naam veranderd in Coöperatieve Groenten- en Bloemenveiling Berkel en Rodenrijs. In 1973 fuseerde de groenteafdeling met de Tuinbouwveiling in Rotterdam. Het veilen van bloemen ging verder onder de naam Bloemenveiling Berkel en Omstreken. In 1982 verhuisde het veilinggebouw naar de Klappolder in Bleiswijk. In 2014 werd deze veiling gesloten, de veilactiviteiten zijn verplaatst naar Naaldwijk. In 2018 is een begin gemaakt met de afbraak van alle gebouwen van de voormalige bloemenveiling in Bleiswijk.

### Bemiddelingsbureau
De Coöperatieve Centrale Westlandsche Snijbloemenvereniging (C.C.W.S.) en ook de latere Bloemenveiling Holland waren snijbloemenveilingen. Er werden wel pot- en perkplanten verkocht via de klok, maar dit was maar vier procent van de totale aanvoer. Potplanten werden door de kwekers rechtstreeks aan afnemers verkocht. Begin jaren 1970 begonnen de veilingen te bemiddelen tussen klant en kweker buiten de klok om. Dat gebeurde door kopers te vragen welke planten ze wilden hebben. Daar werd dan een kweker bij gezocht. In 2006 was deze activiteit goed voor 25% van de veilingomzet van dat jaar. In 2008 gingen de bemiddelingsbureaus van FloraHolland en VBA samen verder als 'FloraHolland Connect'. De omzet van het bureau gegroeide in 2013 naar 46% van de totale omzet aan planten.

## Trivia
Ook op de eigen terreinen verduurzaamt Royal FloraHolland, bijvoorbeeld door te besparen op energie. Op de grote gebouwen in Aalsmeer, Rijnsburg en Eelde liggen zo'n 25.000 zonnepanelen, waarmee voor 6,5% in de eigen behoefte van elektriciteit wordt voorzien. Samen wekken de zonnepanelen zo’n 7,5 GWh per jaar op, vergelijkbaar met het jaarverbruik van circa 2.700 huishoudens. 
Royal FloraHolland is aangesloten op het aardwarmtenet van Trias Westland. Met aardwarmte verwarmen zij het water voor de fustinstallatie op locatie Westland. 